# Zovuni
Zovuni là một đô thị thuộc tỉnh Kotayk, Armenia. Dân số ước tính năm 2011 là 5289 người.